# Beaumes-de-Venise
Beaumes-de-Venise (occitan.: Baumas de Venisa oder Baumo de Veniso) ist ein südfranzösischer Weinort und eine Gemeinde mit 2.428 Einwohnern (Stand 1. Januar 2022) im Département Vaucluse in der Region Provence-Alpes-Côte d’Azur. Die Bewohner werden Balméens genannt.

## Lage
Beaumes-de-Venise liegt am Canal de Carpentras südlich des kleinen Bergmassivs der Dentelles de Montmirail im Zentrum der ehemaligen Grafschaft Venaissin. Nächstgelegene Städte sind Carpentras (ca. 10 km südlich), Orange (ca. 25 km westlich) und Avignon (ca. 33 km südwestlich).

## Geschichte
Beaumes-de-Venise befand sich ungefähr auf der Grenze der Siedlungsgebiete zweier keltischer Stämme – der Cavares und der Vocontier. Auch gallorömische Spuren wurden entdeckt. Die früheste Erwähnung des mittelalterlichen Ortsnamens Ad Balmas stammt aus dem Jahr 993. Teile des heutigen Gemeindegebietes gehörten im 12. Jahrhundert zum Besitz der Abtei Saint-André de Villeneuve-lès-Avignon. Nach dem Ende der Albigenserkriege (1229) überließ Raimund VII. von Toulouse seine Besitztümer auf dem linken Ufer der Rhône und damit auch das Venaissin dem Heiligen Stuhl, dessen Inhaber später, von 1309 bis 1377, in Avignon residierten. Während der Hugenottenkriege (1562–1598) wurde die Gegend mehrfach verwüstet; im Jahr 1572 bemächtigte der Protestantenführer François de Beaumont der Stadt.

### Bevölkerungsentwicklung
| Jahr      | 1800 | 1851 | 1901 | 1954 | 1999 | 2013 |
| --------- | ---- | ---- | ---- | ---- | ---- | ---- |
| Einwohner | 1373 | 1761 | 1405 | 1205 | 2051 | 2387 |

Der Bevölkerungsrückgang in der ersten Hälfte des 20. Jahrhunderts ist im Wesentlichen auf den Verlust an Arbeitsplätzen infolge der Reblauskrise und der Mechanisierung der Landwirtschaft zurückzuführen. Der Bevölkerungsanstieg der letzten Jahrzehnte steht im Zusammenhang mit der Entwicklung des Weinbaus.

## Wirtschaft
Der größte Teil der landwirtschaftlichen Flächen dient dem Weinbau. Die Weinberge liegen innerhalb der geschützten Herkunftsbezeichnungen Beaumes-de-Venise, Muscat de Beaumes-de-Venise und Côtes du Rhône. Ein Großteil der Winzer bewirtschaftet auch Flächen der nahegelegenen Appellation Côtes du Luberon. Auf Teilflächen wurden Oliven-, Aprikosen-, Kirsch- und Apfelbäume angepflanzt.

## Sehenswürdigkeiten

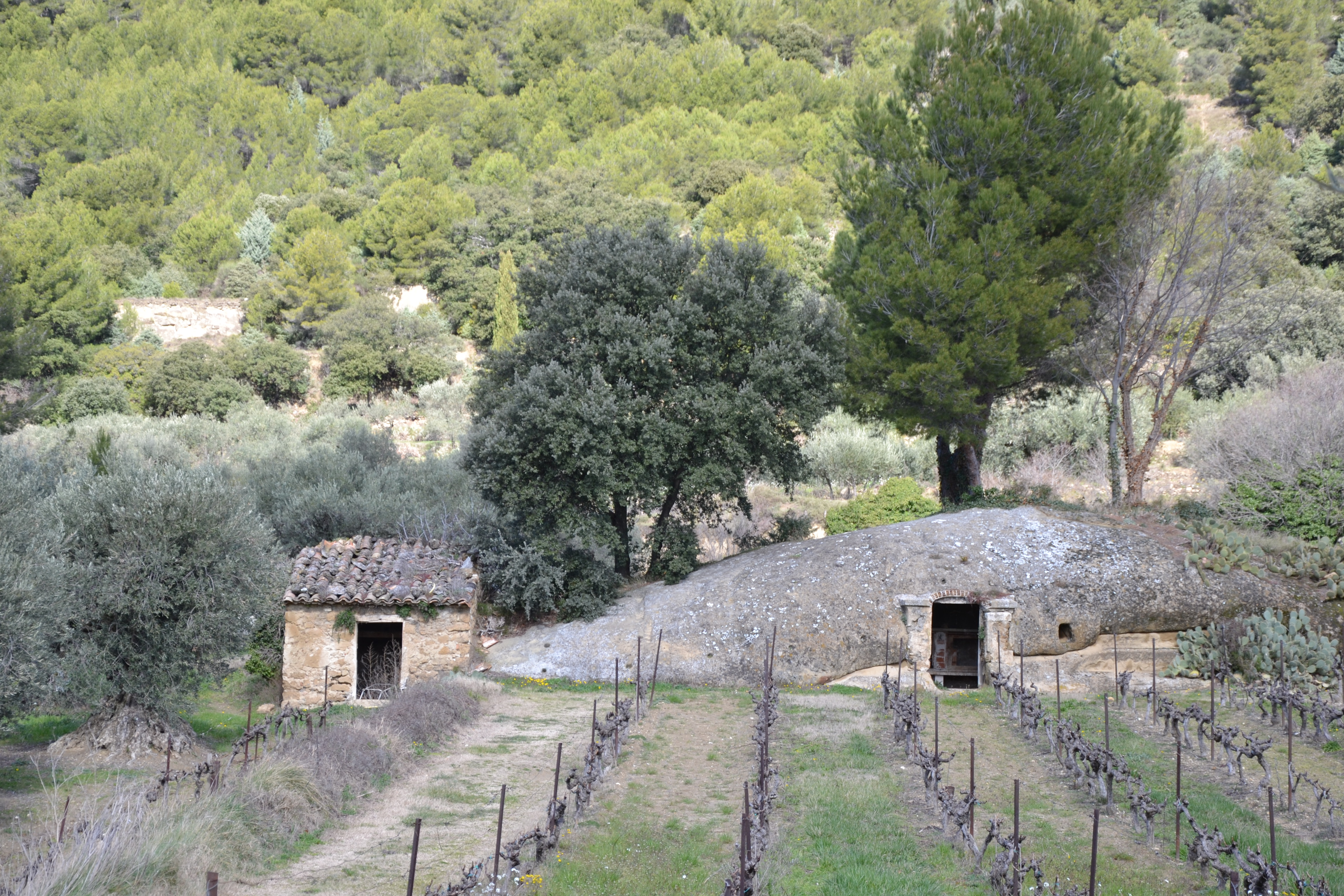
Troglodytische Felshöhle und Hütte bei Beaumes-de-Venise

- Die Ruinen einer mittelalterlichen Burg (château) überragen den Ort.
- Die örtliche Pfarrkirche ist ein Werk des ausgehenden 19. Jahrhunderts.
- Die barocke Vase des öffentlichen Brunnens mit ihren vier Maskarons wurde im Jahr 1933 als Monument historique eingestuft.[1]
- Der Ort hat ein kleines geologisches und archäologisches Museum.

außerhalb
- In den Weinbergen gibt es eine troglodytische Felshöhle.
- Die dreiapsidiale Kapelle Notre-Dame d’Aubune mit ihrem markanten Glockenturm im Stil der provençalischen Romanik steht vor einem Felsabhang in den Weinbergen westlich des Ortes und stammt aus dem 11. und 12. Jahrhundert. Sie ist seit dem Jahr 1910 als Monument historique anerkannt.[2]